# Атенс (Висконсин)
Атенс (енгл. Athens) град је у америчкој савезној држави Висконсин.

## Демографија
По попису из 2010. године број становника је 1.105, што је 10 (0,9%) становника више него 2000. године.
| Група             | 2000.         | 2010.         |
| Белци             | 1.064 (97,2%) | 1.038 (93,9%) |
| Афроамериканци    | 0 (0,0%)      | 2 (0,2%)      |
| Азијати           | 0 (0,0%)      | 2 (0,2%)      |
| Хиспаноамериканци | 23 (2,1%)     | 54 (4,9%)     |
| Укупно            | 1.095         | 1.105         |